# Leontodon asperrimus
Leontodon asperrimus is een plantensoort uit de composietenfamilie (Asteraceae). Het is een kruidachtige vaste plant die een groeihoogte van 13 tot 35 centimeter kan bereiken. De plant heeft een verticale penwortel en een rechtopstaande onvertakte stengel. Stengel en bladeren zijn bezet met een stijve beharing.
De soort komt voor van de Krim en het oostelijke Middellandse Zeegebied tot in Turkmenistan en Iran. Hij groeit daar in droge graslanden en gebieden met struiken uit het geslacht Astragalus.